# بنجامين بيولاي
بنجامين بيولاي (بالفرنسية: Benjamin Biolay)‏ هو مغن ومؤلف وممثل فرنسي، ولد في 20 يناير عام 1973، في فرنسا. من الجوائز التي نالها وسام الفنون والآداب الفرنسي.

## أعمال

### أفلام
- (2016) المتسوق الشخصي[11]

## جوائز
- وسام الفنون والآداب الفرنسي

## وصلات خارجية
- بنجامين بيولاي على موقع IMDb (الإنجليزية)
- بنجامين بيولاي على موقع روتن توميتوز (الإنجليزية)
- بنجامين بيولاي على موقع ألو سيني (الفرنسية)
- بنجامين بيولاي على موقع ميوزك برينز (الإنجليزية)
- بنجامين بيولاي على موقع أول موفي (الإنجليزية)
- بنجامين بيولاي على موقع ديسكوغز (الإنجليزية)
- بنجامين بيولاي على موقع قاعدة بيانات الفيلم (الإنجليزية)
- بنجامين بيولاي على موقع كينوبويسك (الروسية)